# Ocean Heights 2

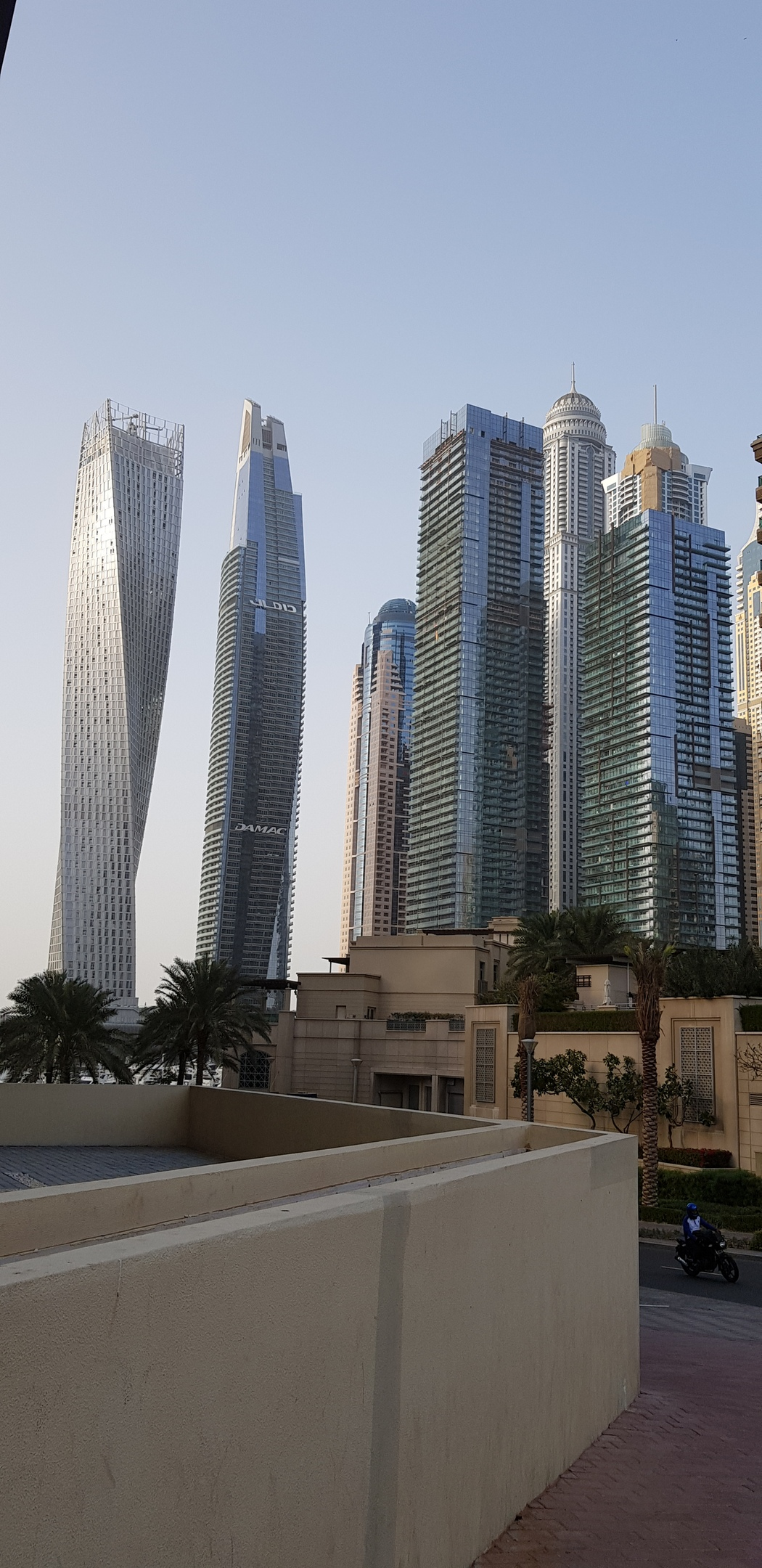
Ocean Heights 2 em Dubai

O Ocean Heights 2 ou DAMAC Heights, é um arranha-céus em construção que está situado na Dubai Marina, Dubai. Será o segundo projeto de megaestrutura da companhia Damac Properties, o primeiro foi o Ocean Heights também localizado em Dubai Marina. A torre alcançará 460 metros e terá 106 andares, 90 deles de uso residencial. Será um dos edifícios mais altos do mundo e um dos poucos a ter mais de 100 andares. 

## Arquitetura e Design
Damac Heights se localiza na parte alta da marina, o distrito mais povoado de Dubai Marina contendo 9 arranha-céus e cerca de 10 entre 200 m e 300 m. O desenho incorpora elementos que aumenam o campo de visão dando a impressão de um espaço maior entre o DAMAC e as outras torres. De acordo com os arquitetos, Aedas, a curvatura da torre é crucial para proporcionar vistas do maior número de apartamentos possíveis.